# Rhode Island Greening
Rhode Island Greening är en äppelsort vars ursprung är USA. Äpplet är relativt stort och dess skal är av en grön och rödaktig färg. Köttet är sött och aningen aromatiskt. Rhode Island Greening mognar i januari och håller sig vid bra förvaring till, omkring, våren. Äpplet passar både som ätäpple såsom köksäpple. I Sverige odlas Rhode Island Greening gynnsammast i zon 1-2.
Sorten började spridas i Sverige av plantskolan Alnarps Trädgårdar före år 1876.